# Malabimba
Pour plus de détails, voir Fiche technique et Distribution.
 Malabimba est un film italien réalisé par Andrea Bianchi et sorti en 1979.

## Synopsis
La mère de Bimba a été mystérieusement assassinée. Sa famille tente de contacter son esprit par une séance de spiritisme. 

## Fiche technique
- Titre complet : Malabimba - Posesion de una adolescente
- Réalisation : Andrea Bianchi
- Scénario : Piero Regnoli
- Producteur :
- Société de production : Filmarte
- Sociétés de distribution :
- Musique :
- Pays d'origine :  Italie
- Langue d'origine : Italien
- Lieu de tournage :
- Durée : 98 minutes
- Date de sortie :
  - Italie : 22 septembre 1979
  - Espagne : 23 avril 1981

## Distribution
- Katell Laennec : Bimba Caroli
- Patrizia Webley : Nais
- Enzo Fisichella : Andrea Caroli
- Giuseppe Marrocco : Adolfo Caroli
- Elisa Mainardi : le médium
- Giancarlo Del Duca : Giorgio
- Pupita Lea Scuderoni : la grand-mère de Bimba
- Mariangela Giordano : sœur Sofia